# Hummelvik

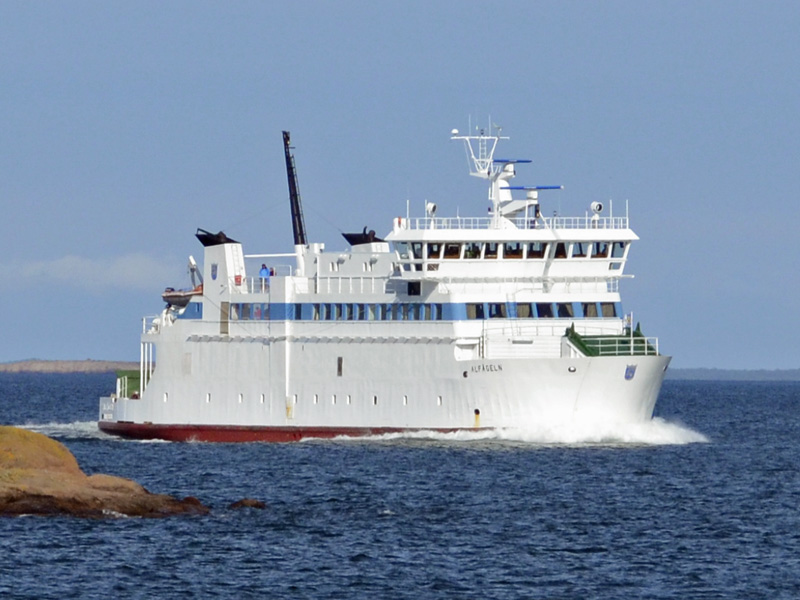
M/S Alfågeln

Hummelvik is een veerhaven in de gemeente Vårdö op Åland. Van hieruit vertrekt de veerboot van de maatschappij Ålandstrafiken over de zeestraat Delet naar de oostelijk gelegen eilandengroepen Kumlinge en vervolgens naar Brändö. De verbinding wordt onderhouden door M/S Alfågeln. Vanaf Brändö is een verdere veerverbinding mogelijk naar het Finse vasteland.